# Maik Hahn
Maik Hahn (* 28. Oktober 1968) ist ein deutscher Handballtrainer und ehemaliger Handballspieler.

## Karriere

### Spieler
Der Torwart begann seine Karriere im Nachwuchs des Steinhagener Vereins TuS Brockhagen, wo er als Erwachsener in der Oberliga Westfalen spielte. Anfang der 1990er Jahre wechselte er zur TSG Altenhagen-Heepen und stieg im Jahre 1993 mit seiner Mannschaft in die 2. Bundesliga Nord auf. Insgesamt kam er in der Saison 1993/94 auf 14 Einsätze. Weitere Stationen als Spieler waren der TuS Jöllenbeck und die Sportfreunde Loxten aus Versmold.

### Trainer
Nach seiner Spielerkarriere wurde er Trainer und war für die Frauenmannschaften des TuS Brockhagen, mit der er 2016 in die Verbandsliga aufstieg, und der HSG Union 92 Halle verantwortlich. Im Januar 2021 übernahm Hahn das Traineramt beim VfL Sassenberg. Im März 2022 gab der Verein die Trennung bekannt.